# Bagno di sangue di Melbourne
Il bagno di sangue di Melbourne (in ungherese Melbourne-i vérfürdő) è il nome dato all'incontro di pallanuoto giocato tra le Nazionali maschili di Ungheria e Unione Sovietica il 6 dicembre 1956, ai Giochi olimpici di Melbourne.

## Contesto
Nell'autunno 1956, l'Ungheria aveva tentato di liberarsi dalla dominazione dei sovietici che – tuttavia – tramite il proprio esercito avevano soffocato la rivolta nel sangue. Mentre nel paese dilagavano gli scontri, gli atleti magiari si trovavano in ritiro di allenamento nelle montagne sopra Budapest. Per garantire loro una maggior sicurezza, furono trasferiti in Cecoslovacchia: da Praga un aereo li portò in Australia, dove avrebbe avuto luogo la manifestazione.
A livello sportivo, la Nazionale ungherese deteneva l'oro olimpico conquistato a Helsinki 4 anni prima.

## La partita
| Melbourne 6 dicembre 1956, ore 15:25 UTC+10 Girone finale - 4ª giornata | Ungheria  | 4 – 0 (2-0) | Unione Sovietica | Crystal Palace |
| \| \| \| \| \| Gyarmati Kárpáti Zádor Bolvári \| Marcatori \| \|        |           |             |                  |                |
|                                                                         |           |             |                  |                |
| Gyarmati Kárpáti Zádor Bolvári                                          | Marcatori |             |                  |                |

Le due squadre avevano raggiunto il girone finale superando i gruppi A (Unione Sovietica) e B (Ungheria). Già prima della partita, i magiari avevano cominciato a deridere i sovietici la cui lingua era divenuta obbligatoria nel programma scolastico. Fin dalle prime battute, la partita fu violenta in campo: il capitano ungherese, Dezső Gyarmati, sferrò anche un pugno ad un avversario. Nei minuti finali di gara, con l'Ungheria in vantaggio per 4-0, Zádor (autore del terzo gol) e Prokopov ebbero un diverbio: il primo insultò la famiglia del secondo, il quale replicò definendo «fascisti» gli avversari per poi colpire Zádor con un pugno (o una gomitata, secondo altre fonti) facendolo sanguinare da sotto l'occhio. L'ungherese lasciò la piscina, mentre i tifosi abbandonarono gli spalti per tentare di aggredire i giocatori sovietici; scoppiò una rissa anche sul campo di gara, e soltanto l'intervento della polizia salvò i sovietici dall'assalto dei 5 500 supporter magiari.

## Conseguenze
La vittoria della partita risultò fondamentale per l'Ungheria, che chiudendo in vetta il girone bissò l'oro olimpico. I sovietici ottennero invece il bronzo, preceduti al secondo posto dalla Jugoslavia.

## Nella cultura di massa
Nel 2006, per commemorare i cinquanta anni dell'evento, Lucy Liu e Quentin Tarantino realizzarono il documentario Freedom's Fury.